# Gölhisar
Gölhisar là một huyện thuộc tỉnh Burdur, Thổ Nhĩ Kỳ. Huyện có diện tích 213 km² và dân số thời điểm năm 2007 là 21242 người, mật độ 100 người/km².